# Декстър: Нова кръв
„Декстър: Нова кръв“ (на английски: Dexter: New Blood) е американски криминален минисериал и продължение на „Декстър“, разработен от Клайд Филипс и режисиран от Маркос Сиега.
Майкъл Хол и Дженифър Карпентър се връщат към ролите си на Декстър Морган и Дебра Морган, а новите членове на актьорския състав включват Джак Алкот, Джулия Джоунс, Джони Сикуоя, Алано Милър и Кланси Браун. Действието се развива десет години след последния епизод на оригиналния сериал, излъчен през 2013 г. Премиерата се състои на 7 ноември 2021 г. Последният епизод е излъчен на 9 януари 2022 г.
През юли 2024 г. на Сан Диего Комик-Кон е обявено, че през лятото на 2025 г. ще се излъчи продължение, озаглавено „Декстър: Възкресение“.

## Епизоди
| Номер | Заглавие                 | Първо излъчване в САЩ | Първо излъчване в България |
| ----- | ------------------------ | --------------------- | -------------------------- |
| 1     | Cold Snap                | 7 ноември 2021 г.     | 6 февруари 2023 г.         |
| 2     | Storm of Fuck            | 14 ноември 2021 г.    | 13 февруари 2023 г.        |
| 3     | Smoke Signals            | 21 ноември 2021 г.    | 20 февруари 2023 г.        |
| 4     | H Is for Hero            | 28 ноември 2021 г.    | 27 февруари 2023 г.        |
| 5     | Runaway                  | 5 декември 2021 г.    | 6 март 2023 г.             |
| 6     | Too Many Tuna Sandwiches | 12 декември 2021 г.   | 13 март 2023 г.            |
| 7     | Skin of Her Teeth        | 19 декември 2021 г.   | 20 март 2023 г.            |
| 8     | Unfair Game              | 26 декември 2021 г.   | 27 март 2023 г.            |
| 9     | The Family Business      | 2 януари 2022 г.      | 3 април 2023 г.            |
| 10    | Sins of the Father       | 9 януари 2022 г.      | 10 април 2023 г.           |

## „Декстър: Нова кръв“ в България
В България минисериалът започва на 6 февруари 2023 г. по „Фокс“, всеки понеделник от 22:55 и завършва на 10 април. Дублажът е на студио „Про Филмс“. Ролите се озвучават от артистите Елисавета Господинова, Христина Ибришимова, Даниел Цочев, Росен Русев и Христо Узунов. Преводът е на Антония Халачева.